# Finales de la BAA de 1947
Las Finales de la BAA de 1947 fueron las series definitivas de los playoffs de 1947 y suponían la conclusión de la temporada 1946-47 de la BAA, que dos años más tarde acabaría convirtiéndsose en la NBA. Enfrentaron a Philadelphia Warriors ante los Chicago Stags, con la ventaja de campo favorable a los Warriors. En las series actuó un futuro miembro del Basketball Hall of Fame con la camiseta de este último, Joe Fulks.

## Resumen
| Partido | Fecha       | Equipo local | Resultado | Equipo visitante |
| ------- | ----------- | ------------ | --------- | ---------------- |
| 1       | 16 de abril | Philadelphia | 84–71     | Chicago          |
| 2       | 17 de abril | Philadelphia | 85–75     | Chicago          |
| 3       | 19 de abril | Chicago      | 72–75     | Philadelphia     |
| 4       | 20 de abril | Chicago      | 74–73     | Philadelphia     |
| 5       | 22 de abril | Philadelphia | 83–80     | Chicago          |

Warriors gana la serie 4–1

## Resumen de los partidos

### Partido 1
| 16 de abril                         | Chicago Stags                                  | 71–84            | Philadelphia Warriors                     |                                                                                         |  |  |
|                                     | Parciales: 12–20, 12–10, 22–22, 25–32          |                  |                                           |                                                                                         |  |  |
|                                     | Estadísticas Chick Halbert 19 Mickey Rottner 2 | Reporte Pts Asts | Estadísticas Joe Fulks 37 Howie Dallmar 4 | Pabellón: Philadelphia Arena, Philadelphia, Pennsylvania Asistencia: 7,918 espectadores |  |  |
| Philadelphia lidera las series, 1–0 |                                                |                  |                                           |                                                                                         |  |  |
|                                     |                                                |                  |                                           |                                                                                         |  |  |

7.918 personas se dieron cita en el viejo Philadelphia Arena para ver el primer partido de las finales de la BAA. Los Warriors llegaron al descanso con una ventaja de 34–20. Joe Fulks anotó 29 puntos en la segunda parte, incluidos 21 en el último cuarto. Angelo Musi, procedente de la Universidad del Temple, consiguió 19. Los Stags tuvieron una mala noche en el tiro a canasta, con la sorprendente cifra de 129 lanzamientos, de los que únicamente convirtieron 26, poco más del 20%. Los Warriors finalmente se hicieron con una cómoda victoria por 84 a 71.

### Partido 2
| 17 de abril                         | Chicago Stags                                             | 74–85            | Philadelphia Warriors                           |                                                                                         |  |  |
|                                     | Parciales: 17–14, 21–27, 21–22, 15–22                     |                  |                                                 |                                                                                         |  |  |
|                                     | Estadísticas Chet Carlisle 19 cuatro jugadores 1 cada uno | Reporte Pts Asts | Estadísticas Howie Dallmar 18 Ralph Kaplowitz 2 | Pabellón: Philadelphia Arena, Philadelphia, Pennsylvania Asistencia: 7,604 espectadores |  |  |
| Philadelphia lidera las series, 2–0 |                                                           |                  |                                                 |                                                                                         |  |  |
|                                     |                                                           |                  |                                                 |                                                                                         |  |  |

Fulks no fue el gran anotador del primer partido, pero no hizo falta, ya que otros cinco jugadores de los Warriors anotaron 10 o más puntos, incluidos 18 del alero Howie Dallmar y 16 del escolta Jerry Fleishman. Los Stags llegaron a ponerse por delante en el marcador, 69–68, hasta que apareció el pívot de Philadelphia, Art Hillhouse, que anotó 7 de los últimos 10 puntos de su equipo, para terminar venciendo 85–74.

### Partido 3
| 19 de abril                         | Philadelphia Warriors                 | 75–72       | Chicago Stags                               | |  |  |
|                                     | Parciales: 18–17, 13–14, 16–15, 28–26 |             |                                             | |  |  |
|                                     | Estadísticas Joe Fulks 26             | Reporte Pts | Estadísticas Zaslofsky, Carlson 15 cada uno | Pabellón: Chicago Stadium, Chicago, Illinois Asistencia: 2,209 espectadores Árbitros: Pat Kennedy, Jim Beiersdorfer |  |  |
| Philadelphia lidera las series, 3–0 |                                       |             |                                             | |  |  |
|                                     |                                       |             |                                             | |  |  |

La serie se trasladó al Chicago Stadium, con un susto previo para los Warriors, que vieron como el avión que los trasportaba a la ciudad del viento comenzaba a echar humo, teniendo que regresar al aeropuerto a tomar otro vuelo. Este incidente hizo que al menos uno de sus jugadores decidiera terminar las series antes de tiempo. Fulks volvió a mostrarse intratable, anotando 26 puntos, y los Warriors se plantaron a falta de cuatro minutos para el final con 10 puntos de ventaja. Aunque los Stags apretaron al final, Philadelphia se llevó el tercer partido por 75–72.

### Partido 4
| 20 de abril                         | Philadelphia Warriors                            | 73–74            | Chicago Stags                                           | |  |  |
|                                     | Parciales: 17–19, 17–23, 18–23, 21–9             |                  |                                                         | |  |  |
|                                     | Estadísticas George Senesky 24 Jerry Fleishman 4 | Reporte Pts Asts | Estadísticas Max Zaslofsky 20 tres jugadores 1 cada uno | Pabellón: Chicago Stadium, Chicago, Illinois Asistencia: 1,934 espectadores Árbitros: Pat Kennedy, Jim Beiersdorfer |  |  |
| Philadelphia lidera las series, 3–1 |                                                  |                  |                                                         | |  |  |
|                                     |                                                  |                  |                                                         | |  |  |

En el cuarto partido, los Stags comenzaron el último periodo con una ventaja de 13 puntos. Fulks se pasó la mayor parte del tercer cuarto en el banquillo, con problemas por sus 4 faltas personales. Los Warriors llegaron a colocarse a dos puntos en el marcador, pero la quinta falta de Fulks dio al traste con la remontada, ganando finalmente los Stags por 74–73, poniendo la serie 3–1. Por el equipo de Chicago destacaron Max Zaslofsky, con 20 puntos, y Don Carlson con 18, mientras que en los Warriors las figuras fueron George Senesky, con 24 puntos, y Fulks con 21.

### Partido 5
| 22 de abril                       | Chicago Stags                           | 80–83            | Philadelphia Warriors                     |                                                                                         |  |  |
|                                   | Parciales: 13–27, 25–13, 30–23, 12–20   |                  |                                           |                                                                                         |  |  |
|                                   | Estadísticas Tony Jaros 21 Tony Jaros 3 | Reporte Pts Asts | Estadísticas Joe Fulks 34 Howie Dallmar 4 | Pabellón: Philadelphia Arena, Philadelphia, Pennsylvania Asistencia: 8,221 espectadores |  |  |
| Philadelphia gana las series, 4–1 |                                         |                  |                                           |                                                                                         |  |  |
|                                   |                                         |                  |                                           |                                                                                         |  |  |

Dos días más tarde, la serie regresa a Filadelfia. El partido estuvo muy igualado, llegándose a los últimos instantes del mismo con un empate a 80. Pero Howie Dallmar anotó sus únicos dos puntos de ese partido en tan delicado momento, y un tiro libre de Jerry Fleishman acabó con las esperanzas de los Stags, poniendo el definitivo 83–80 en el marcador. Fulks anotó 31 puntos, Musi 13 y Senesky 11.